# José Luis Foulkes
José Luis Foulkes (5 de octubre de 1958-Viedma, 17 de agosto de 2019) fue un ingeniero y político argentino. Entre el 5 de enero de 2013 y el 17 de agosto de 2019 ocupó el cargo de Intendente de la ciudad de Viedma.

## Carrera política
En diciembre de 2011 asumió la presidencia del Concejo Deliberante de Viedma en la tercera intendencia de Jorge Ferreira, ambos de la Unión Cívica Radical. En enero de 2013 Ferreira falleció tras sufrir de cáncer un largo tiempo. Como dicta la Carta Orgánica Municipal se efectuaron nuevas elecciones en las que Foulkes fue elegido para completar el mandato de Ferreira hasta diciembre de 2015.
En marzo de 2015 venció en las elecciones obteniendo un 56 % de los apoyos representando tanto a la UCR como al Frente Progresista (PS y CC-ARI), mientras que el peronista Juan Manuel Pichetto obtuvo el 43% de los votos. Su mandato tenía vigencia hasta el 10 de diciembre de 2019.
El sábado 17 de agosto de 2019 Foulkes fallece, al igual que su predecesor, a causa de cáncer y en pleno cargo político, siendo aún intendente de la ciudad. El reemplazante en su cargo fue, de manera interina, el presidente del Concejo Deliberante, Mario Francioni. 
Los restos de Foulkes fueron velados el mismo 17 de agosto en el Palacio Municipal de Viedma y luego en una funeraria local; al siguiente día, fueron trasladados al cementerio privado Parque de Paz de la ciudad de Carmen de Patagones. La Municipalidad decretó cinco días de duelo tras la partida del exintendente. 